# 托科家族
托科家族（義大利語：Tocco，羅馬化：Tókkos）是一个起源于意大利的贵族家族，11-12世纪在贝内文托出现，14-15世纪崛起，统治了希腊西部的几块领土，包括凯法利尼亚与扎金索斯行宫伯国、伊庇鲁斯专制国。他们在希腊的统治虽然短暂，但他们算得上是当地拉丁人（指西欧人）家族中比较有野心和能力的一个，并且其后裔一直延续到近现代，也是这些家族中少有的。
该家族可确定的最早成员出现在12世纪贝内文托的记录中，但其家谱声称其祖先可追溯得更早，联系到东哥特国王狄奥多里克（493-526年在位）和托提拉（541-552年在位），甚至是古代的伊庇鲁斯统治者皮洛士（前318-前272年在位）。托科家族成员在霍亨施陶芬王朝和安茹王朝治下的西西里王国宫廷中多次出任重要官职。其中莱奥纳尔多·托科长期忠诚服务有志于希腊的几位安茹家族成员，包括名义上的拉丁帝国皇帝菲利波二世和罗伯托二世，作为奖赏，他于约1357年被授予凯法利尼亚与扎金索斯行宫伯国，即希腊西海岸的凯法利尼亚岛和扎金索斯岛。
莱奥纳尔多的儿子和继承人卡洛一世·托科在舅舅埃绍·德博代尔蒙蒂死后，于1411年接替被推翻的表兄，成为伊庇鲁斯专制君主。14世纪，伊庇鲁斯地区遭遇了塞尔维亚帝国和阿尔巴尼亚人部落的进攻，随后许多地方都由本地的阿尔巴尼亚王公割据，经过多年战斗，卡洛一世得以重新统一伊庇鲁斯。但他的儿子卡洛二世·托科在位时，征服的成果大部分被奥斯曼帝国夺走；1479年卡洛二世之子莱奥纳尔多三世·托科在位时，奥斯曼人夺取了托科家族在希腊的所有领地。
莱奥纳尔多三世流亡到那不勒斯王国，他在那里寻求军事支持，试图收复失地，但没能讨到援助。直到17世纪，他的子孙都继续使用伊庇鲁斯专制君主的头衔。1642年，安东尼奥·托科抛弃了这一头衔，改使用亚该亚亲王的头衔（也只是名义上，无领地）。在意大利，托科家族再次成为贵族，通过婚姻和购买得到了不少头衔，17世纪之后，家族首领更多使用“蒙泰米莱托亲王”这一头衔。1884年，卡洛三世·迪托科·坎泰尔莫·斯图亚特无嗣去世，领地传给了家族的母系后代，托科家族就此灭亡。

## 历史

### 起源
托科家族起源于西西里王国治下的贝内文托。一些文艺复兴时期的家谱认为“托科”这一名称来源于一个存在于东哥特王托提拉（541-552年在位）时期的，名叫陶基（Tauci）的哥特人部落。这一联系建立在Tocci（托科的拉丁化形式）、Tauci、和Totila（托提拉）三词的相似性上。近代早期的托科家族家谱更是追溯到了托提拉的先辈，狄奥多里克大帝（475或493-526年在位）。不过出于宣扬自己与希腊联系的需要，相比日耳曼人领袖，托科家族更愿意显露自己与拜占庭皇室的血缘关系，他们的统治合法性来源于与拜占庭帝国巴列奥略王朝和科穆宁王朝的血缘联系，15世纪在伊庇鲁斯统治时，他们还强调自己与古代人物的联系，宣扬自己是前3世纪的伊庇鲁斯君主皮洛士的后代。
17世纪，托科家族更喜欢表现与希腊皇室的关系，目的是加强家族希腊分支宣称的说服力，与日耳曼君主的联系可能是在家族早期服务于霍亨施陶芬王朝时，或是在16世纪服务哈布斯堡王朝时“创造”的。把现代贵族与古典时代英雄联系在一起，也是文艺复兴时期家谱的常见做法。
已知最早的，可以证实的托科家族成员是乌戈利诺·托科（Ugolino Tocco），他在神圣罗马皇帝亨利六世（1191-1197年在位）的宫廷中担任大总管。通常认为，乌戈利诺就是托科家族的创始人。11-12世纪，他们因忠诚的服务而获封领地，成为贵族，家族的起源地——托科城堡（Castellum di Tocco）现仅存废墟，位于塔布尔诺·坎波绍罗山块中塔布尔诺山（Monte Taburno）的山坡上。12-13世纪，托科家族的权势进一步增长，据记载，他们以托科城堡为基地，逐渐据有了贝内文托周围山谷中的土地，当时托科家族的墓葬位于贝内文托附近的圣卢波修道院，且在权贵墓葬区，也显示了他们社会地位的提升。霍亨施陶芬王朝统治南意大利的时期，著名的托科家族成员有古列尔莫·迪托科（Guillelmo di Tocco），他曾担任法官；还有兰杜尔福·迪托科（Landulfo di Tocco），他忠诚服务于霍亨施陶芬王朝，于1250年5月被授予利马塔（Limata）和切尔雷托（Cerreto）。13世纪初，托科家族分成了几个分支，彼此之间不一定承认同一个祖先，一些分支迁到了贝内文托以外，在南意大利的几个地区经商或行医。

### 安茹王朝时期
霍亨施陶芬王朝在南意大利的统治被法王路易九世之弟查理和归尔甫派（教皇派）终结，1266年，查理加冕为西西里国王，即卡洛一世。由于托科家族长期忠于霍亨施陶芬，他们在新王朝统治的初期经历了一些挫折，记载显示，卡斯泰卢姆·迪托科（Castellum di Tocco）在13世纪80年代臣服于法国骑士，卡洛一世的随从罗贝托·德拉文纳（Robert de Lavena）的权威。不过并不是所有托科家族成员都被改朝换代所影响，这一时段，家族中也涌现了几位杰出人物。如约翰内斯·德托科（Johannes de Tocco），作为药学博士，他曾任卡洛一世（1266-1285年在位）和卡洛二世（1285-1309年在位）的私人医生。道明会修士圭尔古列尔穆斯·德托科（Guillelmus de Tocco）是卡洛二世的心腹，听取了卡洛二世的临终忏悔，且曾担任西西里的宗教裁判首领。
统治初期，安茹-西西里王朝只任用来自法国的贵族，1300年左右，卡洛二世的宫廷开始向本地贵族开放，准许他们担任各种宫廷职务，或是为国王和他的近亲服军役，和许多其他家族一样，托科家族在这个时期重新进入权力圈子。作为为国王服务的受封骑士，这些贵族被允许住在那不勒斯城有名的卡普阿门区。14世纪初，住在这里的贵族们宣称他们有着特殊贵族地位，宣称他们是该城古罗马居民的后代。托科家族也属于这批贵族，尽管他们成为贵族的时间并不长，但居住在这一地区使他们也披上了“古老贵族”的外衣，家族的声望也因此提高了。
居住在卡普阿门区的托科家族成员中，有一位名叫古列尔莫·托科的，现代史家认为他就是后来家族希腊分支的始祖。古列尔莫与那不勒斯王室，尤其是卡洛二世的幼子菲利波关系密切，1294-1331年间，菲利波是塔兰托亲王，且在希腊也有一些头衔，1307-1313年间是亚该亚亲王，1313-1331年间，更是名义上的拉丁帝国皇帝。古列尔莫是菲利波的骑士、议事会成员，因忠诚而数次获封位于意大利的领地。后来的一些系谱学者认为他通过娶菲利波的私生女为妻与王室建立了联系，但当时的材料中并没有证据。也有一种说法称他的妻子来自奥尔西尼家族，可能是伊庇鲁斯专制君主乔瓦尼二世·奥尔西尼（1323-1335年在位）的女儿，当时的材料同样也无法支撑这个说法。
当时，安茹家族在希腊有一些领地，都是拉丁人在第四次十字军东征后夺取的，其中最重要的是科孚岛。1327年，古列尔莫·托科曾在岛上担任检察官，调查一起司法案件。1330-1331年，他又任岛上的总督或是统帅，负责监督财政支出、生产收入与海关。

### 托科家族在希腊

#### 统治爱奥尼亚群岛

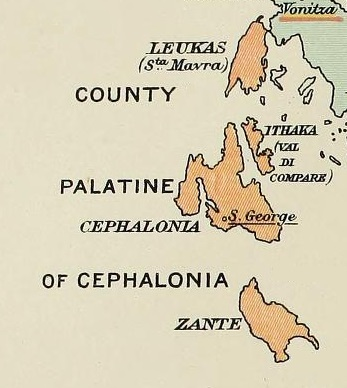
托科家族治下的凯法利尼亚与扎金索斯行宫伯国，约1357-1479年

古列尔莫有几个孩子，其中最突出的是莱奥纳尔多，他并非古列尔莫的长子，但后来他的地位超过了所有兄长。1357年左右，塔兰托亲王罗伯托（塔兰托亲王菲利波之子）授予莱奥纳尔多希腊西海岸的凯法利尼亚、扎金索斯两岛，封他为两岛的行宫伯爵，不过这个头衔也有可能是那不勒斯女王乔万娜一世授予他的。关于莱奥纳尔多的记载不多，无法得知他是如何在希腊获得高位的。有可能是他的哥哥皮埃特罗·托科（Pietro Tocco）介绍他与罗伯托相识，总之，他与菲利波关系亲密，是罗伯托婚姻契约的证人，罗伯托被囚禁于匈牙利王国时，莱奥纳尔多也为解救他付出了巨大努力。另外，莱奥纳尔多娶了玛德莱娜·德博代尔蒙蒂（Maddalena de' Buondelmonti），她是那不勒斯王国大总管（Grand Seneschal）尼科洛·阿恰约利的侄女，这对他谋得希腊高位可能也有帮助。
1362年，莱奥纳尔多（一世）夺取位于他新领地附近的萊夫卡斯島和坐落于希腊本土的沃尼察堡垒，之后他便自封“沃尼察领主”、“莱夫卡斯公爵（拉丁语：Dux Leucade）”。这两块地区原来由威尼斯共和国的佐尔齐家族统治，当地人不喜欢他们的统治，于是请求莱奥纳尔多前来帮助他们。据当时的编年史家记载，莱奥纳尔多承诺他将尊重当地的东正教信仰，不过他却驱逐了沃尼察的东正教主教。14世纪80年代，莱奥纳尔多一世去世，领地由未成年的儿子卡洛一世·托科继承，由他的遗孀玛德莱娜摄政。近代学者威廉·米勒认为，在14世纪80年代后期，卡洛一世算得上是东地中海最强大的拉丁人君主。1390年左右，卡洛一世成年，开始亲政，与雅典公爵内里一世之女弗兰切斯卡·阿恰约利结婚。他的弟弟莱奥纳尔多二世·托科成了他最信任的将军与顾问，作为奖励，卡洛一世于1399年把扎金索斯岛封给他，不过该岛并不是以普通的封建方式授予的，双方规定，无论莱奥纳尔多二世死时有没有子嗣，该岛都会还给卡洛一世。
1394年，卡洛一世与拜占庭皇帝约翰五世之子，摩里亚专制君主狄奥多尔一世（1383-1407年在位）因雅典公国的继承问题爆发冲突。雅典公爵内里一世死于1394年9月，指定卡洛一世之妻弗兰切斯卡继承他的所有领地，并担任公国首都科林斯的监护人，狄奥多尔一世之妻，弗兰切斯卡的姐姐巴尔托洛梅亚·阿恰约利几乎一无所得；于是内里一世死去后，狄奥多尔马上对科林斯发起进攻, 声称长女的继承权利优先于遗愿。弗兰切斯卡此时就在科林斯城中，父亲死后，她接管城市，积极组织防御，亲自带兵上阵。尽管她深受士兵爱戴，但1394年末或1395年初，卡洛一世抵达底比斯后，弗兰切斯卡很快边缘化，离城前往凯法利尼亚岛。很快，卡洛一世同意将妻子所继承的领地都卖给狄奥多尔，价格是6千杜卡特金币外加每年600杜卡特金币的“租金”。

卡洛一世·托科的征服

15世纪初，卡洛一世致力于扩张领地，主要是向伊庇鲁斯扩张。伊庇鲁斯原本的伊庇鲁斯专制国14世纪40年代被塞尔维亚征服，塞尔维亚帝国崩溃后，当地就由阿尔巴尼亚王公割据，卡洛一世这时又将他们驱逐。难以得知他为什么要发起进攻，可能他想“拯救”“阿尔巴尼亚暴君”治下的人民；也可能是报复，因为阿尔巴尼亚贵族金·布阿·什巴塔曾在他母亲摄政时攻击过托科家族的领地。1411年，卡洛一世的舅舅，约阿尼纳统治者，伊庇鲁斯专制君主埃绍·德博代尔蒙蒂去世，其妻耶夫多基娅·巴尔希奇（Jevdokija Balšić）掌管留下来的领地，但当地人厌恶她而将她推翻，邀请卡洛一世前来统治。埃绍去世两个月之后，卡洛一世就成功地接管了约阿尼纳。他立即像之前的统治者一样，自称“专制君主”（一种拜占庭帝国头衔），但当地人坚持要求他向拜占庭皇帝寻求认可。卡洛一世派弟弟莱奥纳尔多前往君士坦丁堡，拜占庭皇帝曼努埃尔二世（1391-1425年在位）于1415年正式承认了卡洛的“专制君主”头衔。近代史家威廉·米勒认为，卡洛一世和莱奥纳尔多二世时期的托科家族是“当时黎凡特地区最有能力与野心的拉丁人王朝”。
托科家族这时期在爱奥尼亚群岛册封一批意大利人、希腊人为贵族并给予他们封地，意图稳固统治。托科家族统治体系中的大部分位置都被出身那不勒斯或南意大利的人物占据，当地的希腊人与拉丁统治者间有些脱节，不过也有少数希腊人在托科家族的宫廷中任职，但多是低级官员。

#### 伊庇鲁斯的专制君主

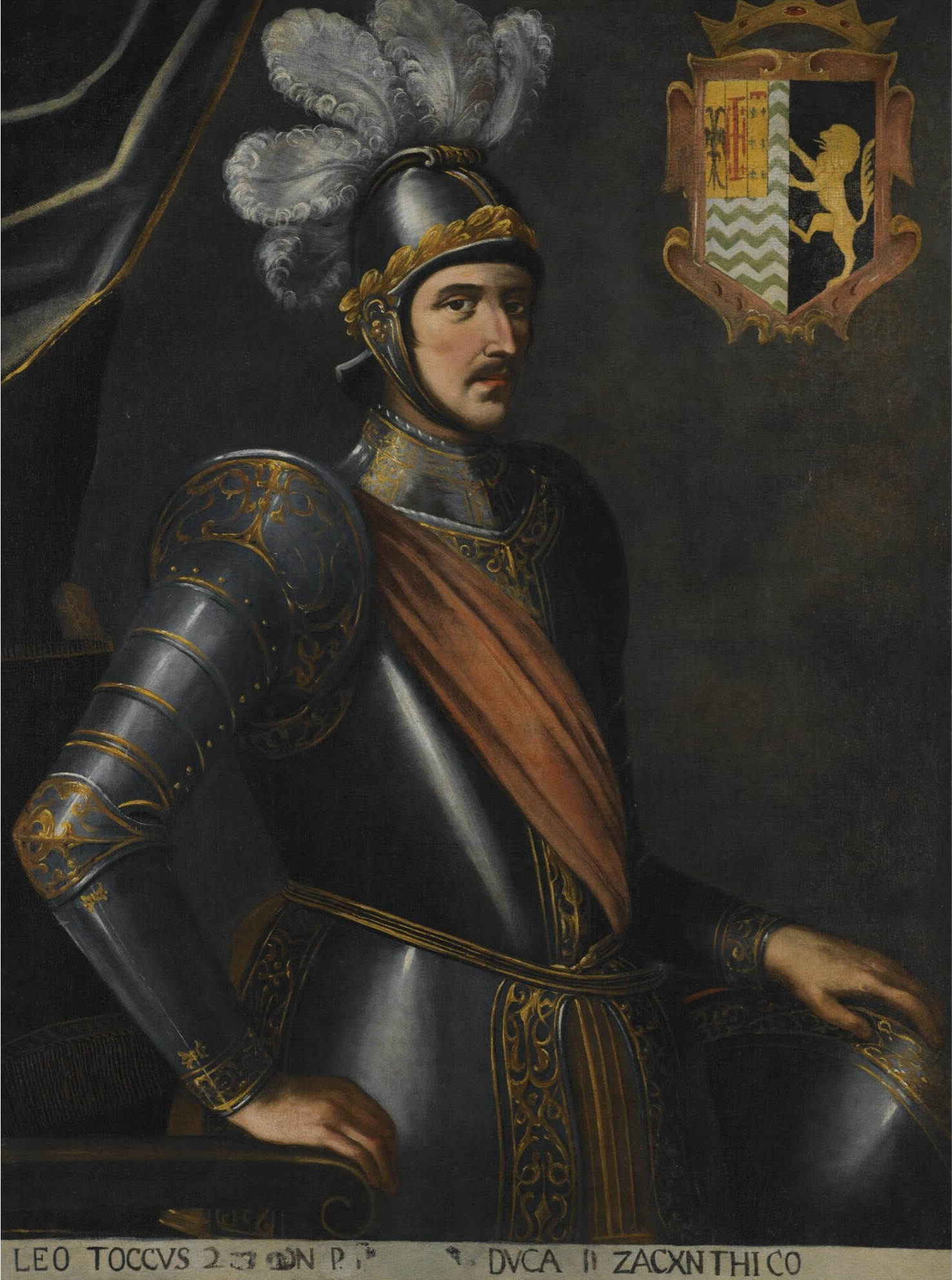
16世纪“扎金索斯公爵莱奥·托库斯”的肖像画，其主人公可能是莱奥纳尔多二世·托科，也可能是莱奥纳尔多三世·托科

卡洛一世认为，拥有专制君主头衔给了他征服以前科穆宁·杜卡斯王朝、奥尔西尼王朝的“伊庇鲁斯专制君主”曾占有土地的权利，因而发动了对伊庇鲁斯专制国曾经的首都阿尔塔的围攻。从阿尔巴尼亚人手中夺取城市后，他与1416年10月十分正式地进入城市。据颂扬托科家族的《托科家族编年史》记载，伊庇鲁斯的本地居民认为夺取阿尔塔是场伟大的胜利。卡洛一世成功统一了伊庇鲁斯，编年史称之为“过去两百年未有之伟业”。
1426年底，卡洛一世与从属拜占庭的摩里亚专制国再次开战，起因是卡洛一世在伯罗奔尼撒半岛攻击了一队为摩里亚专制君主狄奥多尔二世（1407–1443年在位）服务的阿尔巴尼亚士兵，另外卡洛还占领了狄奥多尔二世西北部的领土。1427年，拜占庭皇帝约翰八世（1425-1448年在位）和其弟君士坦丁（后来的君士坦丁十一世）决定出面对抗卡洛一世。当年12月26日，二人抵达摩里亚首府米斯特拉斯，之后进攻已被托科军队占领的格拉伦察。随后的埃希纳泽斯群岛海战中，拜占庭海军在格拉伦察海岸大败托科家族的海军，卡洛一世只能放弃他在摩里亚（伯罗奔尼撒）占领的土地，为了求和，他把自己的侄女玛德莱娜·托科（后改名为“狄奥多拉”）嫁给了君士坦丁·巴列奥略，格拉伦察和他在摩里亚的其他领地作为嫁妆归还原主。1428年5月1日，拜占庭帝国接管格拉伦察，同年7月1日，君士坦丁与狄奥多拉结婚。 这个结果使得卡洛一世的的损失相对缩小，尽管他在军事上失败了，与拜占庭皇室建立密切关系也算得上是个收获。 
卡洛一世可能死于1429年6月，之后他的领地便陷入混乱，他的私生子向他的合法继承人，其弟莱奥纳尔多二世之子卡洛二世·托科开战，争夺继承权，卡洛一世死后不到一年，伊庇鲁斯的重镇约阿尼纳就被奥斯曼帝国攻陷。尽管卡洛二世在内战中获胜，但到他于1448年去世时，家族在希腊本土的领地几乎全部落入奥斯曼帝国手中。之前的学术研究把丢失领土的责任推给卡洛二世，说他是个软弱的君主，但现代史家纳达·泽切维奇（Nada Zečević）认为，托科家族领地的丧失只是更大范围的15世纪奥斯曼帝国征服巴尔干半岛运动的结果。比卡洛二世更强大的政权，如拜占庭帝国，也无力阻挡奥斯曼帝国的扩张。卡洛二世的继承人是他的儿子莱奥纳尔多三世·托科，当时他尚未成年。1449年3月，奥斯曼军队攻占阿尔塔。尽管当时的一些史料把莱奥纳尔多三世描绘成一个杰出的君主，认为他的领地繁荣稳定，但1479年，奥斯曼帝国还是攻下了托科家族在希腊的最后一块领地，他和整个家族被迫流亡，返回那不勒斯，他们在城中还有一些亲戚，他们是古列尔莫·托科其他孩子的后裔。
对当时的巴尔干小君主们来说，奥斯曼帝国的征服是他们无法逃脱的宿命。征服托科家族领地也标志着奥斯曼征服整个希腊本土的事业完成，莱奥纳尔多三世也成了这一地区最后一个独立的拉丁人君主。对于他们在希腊的统治，还没有一个全面的历史评估，据泽切维奇的说法，学者对他们的统治主要有两种观点：一派只把他们看成在希腊为安茹家族服务，并获得合法行政职位的小贵族；另一派则把他们看成是在曾经强大的拜占庭帝国的废墟中寻求权力与财富的冒险家。

### 流亡意大利
莱奥纳尔多的余生在那不勒斯度过，他一直在尝试找到恢复他的希腊领地的办法。在流亡生涯的早期，他过得并不好，认为自己被迫流亡十分不公平，且总是为地位下降而哀叹。1480年，正当他在南意大利四处奔走，试图说服强大的封建君主们帮他恢复领地的时候，据说他曾对家人说：“我们可能失去了自己的戒指，但我们的手指还在。”学者泽切维奇评论道：“（这句话）很久之后将会成为说明这个家族实用主义精神的关键例证”。
也有一些家族成员很好地适应了意大利生活，莱奥纳尔多三世的兄弟乔瓦尼·托科（Giovanni Tocco）成为了宗座总书记官，莱奥纳尔多的长子和继承人卡洛三世·托科则凭军事能力，先是服务于米兰的斯福尔扎家族，后又服务于神圣罗马皇帝马克西米利安一世（1508-1519年在位）。次子费尔南多·托科（Fernando Tocco）则在英格兰国王亨利七世（1485-1509年在位）宫中担任外交职务。莱奥纳尔多的弟弟安东尼奥（Antonio）曾于1481年短暂夺回凯法利尼亚岛，但威尼斯共和国和当地居民都不喜欢他，1483年他被谋杀，可能是威尼斯所为，也可能是当地人干的。
托科家族的下一代人出生于意大利并在意大利接受教育，更加熟悉意大利的生活，缓解了流亡的不快。16世纪的托科家族成员活跃于商业、外交与雇佣兵等多个领域，经常在远离那不勒斯的地方工作。尽管他们越来越熟悉意大利的生活，但同时他们也开始强调自己的希腊身份，强调他们与拜占庭皇室的血缘或名义上的联系。泽切维奇认为，这可能并不是所谓“晚期希腊人的自我意识（觉醒）”的迹象，更可能是一种旨在“以宣称具有皇族血统的显贵的身份来提升自己的地位”的手段。

### 意大利贵族

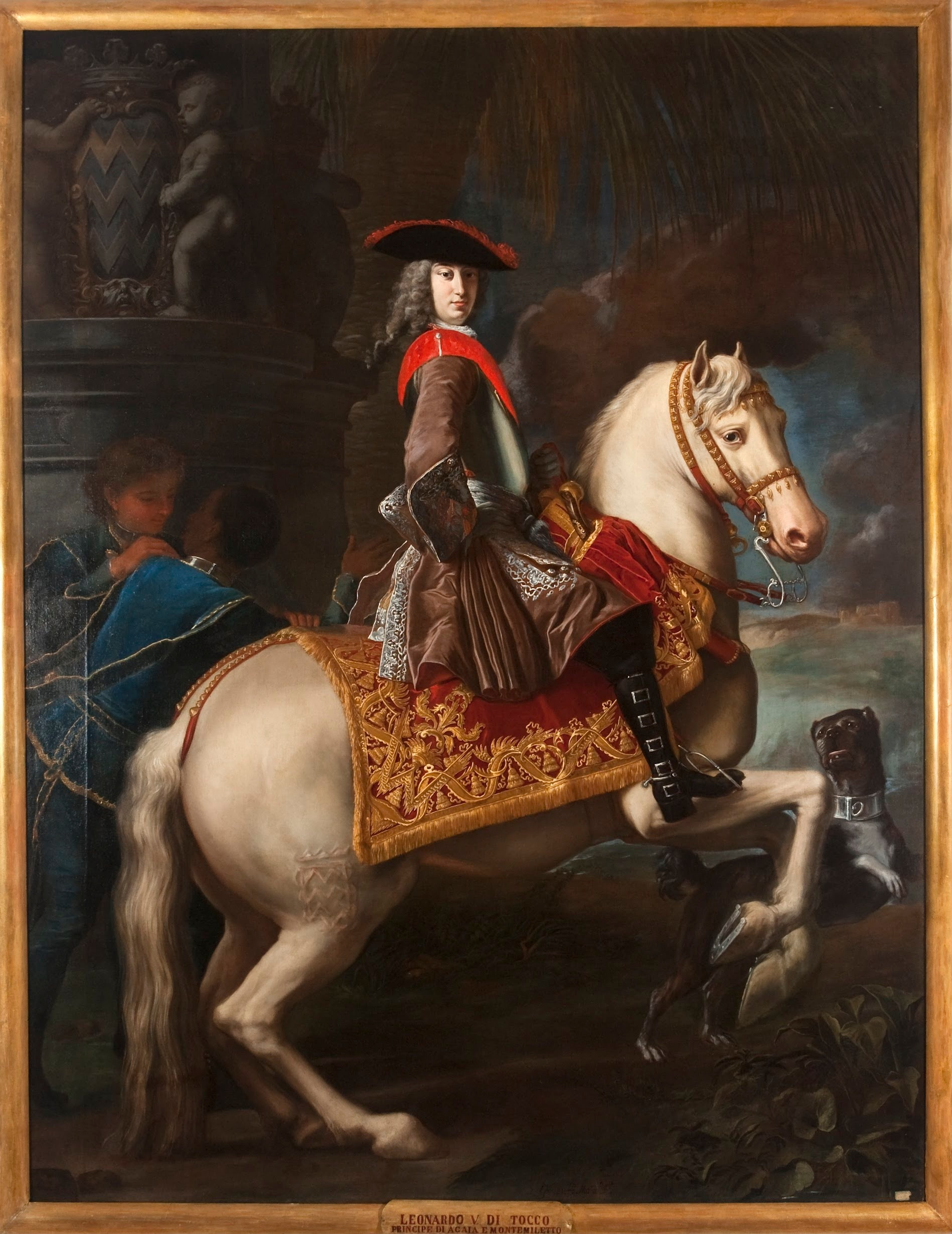
1725年绘制的蒙泰米莱托和亚该亚亲王、蒙泰亚佩尔蒂伯爵、雷夫兰科雷领主莱奥纳尔多七世·托科骑马像（标签错误地写成了莱奥纳尔多五世）

在拉丁希腊诸统治家族中，托科家族是唯一一个能够延续到近现代的。卡洛三世·托科与他的后裔宣称自己是“血统亲王”，因为他们在血统上是塞尔维亚和拜占庭皇室的共同继承者。莱奥纳尔多三世的妻子，卡洛三世之母是米莉察·布兰科维奇，她的父亲是塞尔维亚专制君主拉扎尔·布兰科维奇，母亲是摩里亚专制君主索马斯·巴列奥略（1428-1460年在位，属拜占庭皇室）之女海伦娜·巴列奥略娜。16世纪，索马斯·巴列奥略可确定的男性后嗣断绝，托科家族的主系便成为他的推定继承人。托科家族流亡时一直自称伊庇鲁斯专制君主，直到1642年时任家族首领安东尼奥·托科改称“亚该亚亲王”，他的后代也继续沿用这一头衔。托科家族对这个头衔的宣称权可能也源自索马斯·巴列奥略：索马斯与最后一位实际统治的亚该亚亲王琴图廖内二世（1404-1432年在位）的女继承人结婚，并在1432年琴图廖内死后，继承了亚该亚的领土与头衔。
回到意大利的几个世纪中，托科家族的权势不断增长，主要源于王室的赏赐。卡洛三世·托科与君士坦丁·科穆宁·阿里亚尼蒂的女儿安德洛尼卡·阿里安尼蒂·科穆宁（Andronica Arianiti Comneno）结婚，君士坦丁也是一个居住在意大利的希腊头衔宣称者。卡洛与安德洛尼卡的儿子莱奥纳尔多四世·托科，从君士坦丁那里受封位于皮埃蒙特的雷夫兰科雷堡垒，并以领主（signore）的头衔统治领地，托科家族从此再次成为拥有领地的贵族。莱奥纳尔多四世的孙子莱奥纳尔多五世·托科于1639年购买了阿皮切男爵领，扩展了家族的领地。他的儿子安东尼奥·托科放弃专制君主头衔，致力于扩张家族领地，1665年他买下了卡拉布里托男爵领，1674年，他从岳父那里继承了蒙泰米莱托亲王、蒙泰亚佩尔蒂伯爵、格鲁莫（Grumo）、蒙泰法尔乔内、塞拉（Serra）、马诺卡尔扎蒂男爵等头衔，从此以后，托科家族首领就主要使用“蒙泰米莱托亲王”的头衔。
安东尼奥的孙子卡洛·安东尼奥·托科买下了丰塔纳罗萨、诺切莱（Nocelle）男爵领，卖掉了卡拉布里托。卡洛·安东尼奥的儿子莱奥纳尔多七世·托科于1720年被授予阿皮切公爵的头衔，他曾在教皇国和神圣罗马帝国担任高级职务，1724年的记载显示他是教皇卫队的骑兵队长，1725年的记载显示他是查理六世皇帝（1711-1740年在位）的皇家顾问。他获得许多荣誉，如1738年，他成为圣雅纳略骑士团的一员。他与意大利名门坎泰尔莫·斯图亚特家族（Cantelmo Stuart）联姻，娶了卡米拉·坎泰尔莫·斯图亚特（Camilla Cantelmo Stuart），这个家族自称与不列颠的斯图亚特王朝有亲戚关系。莱奥纳尔多七世的后代从此改姓托科·坎泰尔莫·斯图亚特，他的儿子和继承人雷斯塔伊诺·迪托科·坎泰尔莫·斯图亚特还继承了母亲的家族头衔，波波利公爵。雷斯塔伊诺的儿子卡洛二世·迪托科·坎泰尔莫·斯图亚特又获取了罗卡瓦莱斯库拉（Roccavallescura）和普拉托拉（Pratola）两块男爵领。
卡洛二世·迪托科·坎泰尔莫·斯图亚特的孙子卡洛三世·迪托科·坎泰尔莫·斯图亚特死于1884年3月24日，没有继承人，托科家族绝嗣。1861年加里波第推翻了两西西里王国，后者并入新成立的意大利王国，此后，卡洛三世和他的父亲弗朗切斯科·迪托科·坎泰尔莫·斯图亚特领导了一个波旁正统派集团，希望恢复由波旁-两西西里王朝统治的两西西里王国。家族绝嗣后，他们的头衔由卡洛二世的女系后裔卡洛·卡帕切·加莱奥塔继承，他去世于1908年，女儿兼继承人玛利亚·玛德莱娜·卡帕切·加莱奥塔死于1933年，没有后代也没有继承人。托科家族一直生存到19世纪末，此时奥斯曼帝国在巴尔干半岛的统治也走向崩溃，不过当然也没人建议以恢复他们曾拥有的领地来解决阿尔巴尼亚问题。

## 托科家族首领列表（1357–1884）
并非家族首领的重要人物，如莱奥纳尔多二世·托科以淡黄色背景标明。
| 肖像 | 姓名                                | 生卒                                            | 头衔 | 继承关系                                | 来源                 |
| ---- | ----------------------------------- | ----------------------------------------------- | --- | --------------------------------------- | -------------------- |
|      | 莱奥纳尔多一世·托科                 | ？ – 1375年3月与1377年8月25日之间               | 凯法利尼亚与扎金索斯行宫伯爵，莱夫卡斯公爵，沃尼察领主 | 古列尔莫·托科之子                       | [ 5 ] [ 15 ] [ 67 ]  |
|      | 卡洛一世·托科                       | 1374年5月28日与1377年8月25日之间 – 1429年7月4日 | 伊庇鲁斯专制君主，凯法利尼亚与扎金索斯行宫伯爵，莱夫卡斯公爵 | 莱奥纳尔多一世之子                      | [ 68 ]               |
|      | 莱奥纳尔多二世·托科                 | 1374年5月28日与1377年8月25日之间– 1418年        | 凯法利尼亚与扎金索斯行宫伯爵 | 莱奥纳尔多一世之子                      | [ 69 ]               |
|      | 卡洛二世·托科                       | ？ – 1448年9月30日                              | 伊庇鲁斯专制君主，凯法利尼亚与扎金索斯行宫伯爵，莱夫卡斯公爵 | 莱奥纳尔多二世之子                      | [ 49 ] [ 70 ]        |
|      | 莱奥纳尔多三世·托科                 | 1436年之后 – 约1503年                           | 伊庇鲁斯专制君主，凯法利尼亚与扎金索斯行宫伯爵，莱夫卡斯公爵，瓦尔纳扎（Varnazza），沃尼察、安杰洛卡斯特罗（Angelokastro）领主 | 卡洛二世之子                            | [ 49 ] [ 71 ] [ 72 ] |
|      | 卡洛三世·托科                       | 1464年 – 1518年                                 | 伊庇鲁斯专制君主（名义），凯法利尼亚与扎金索斯行宫伯爵（名义） | 莱奥纳尔多三世之子                      | [ 49 ] [ 56 ]        |
|      | 莱奥纳尔多四世·托科                 | 约1510年 – 1564年                               | 伊庇鲁斯专制君主（名义），凯法利尼亚与扎金索斯行宫伯爵（名义），雷夫兰科雷领主 | 卡洛三世之子                            | [ 49 ] [ 57 ]        |
|      | 弗朗切斯科·托科                     | ？ – 1596年8月16日                              | 伊庇鲁斯专制君主（名义），凯法利尼亚与扎金索斯行宫伯爵（名义），雷夫兰科雷领主 | 莱奥纳尔多四世之子                      | [ 49 ] [ 73 ]        |
|      | 莱奥纳尔多五世·托科                 | 1591年 – 1641年1月24日                          | 伊庇鲁斯专制君主（名义），凯法利尼亚与扎金索斯行宫伯爵（名义），阿皮切与廷基亚诺（Tinchiano）男爵 | 弗朗切斯科之子                          | [ 49 ] [ 74 ]        |
|      | 安东尼奥·托科                       | 1618年8月16日 – 1678年3月5日                    | 伊庇鲁斯专制君主（名义）（直到1642年），凯法利尼亚与扎金索斯行宫伯爵（名义）（直到1642年），蒙泰米莱托亲王、亚该亚亲王（名义）（1642年后），蒙泰亚佩尔蒂伯爵，阿皮切、廷基亚诺、格鲁莫（Grumo）、蒙泰法尔乔内、塞拉（Serra）、马诺卡尔扎蒂、卡拉布里托男爵 | 莱奥纳尔多五世之子                      | [ 49 ] [ 54 ]        |
|      | 莱奥纳尔多六世·托科                 | ？ – 1670年9月26日                              | – | 安东尼奥之子                            | [ 75 ]               |
|      | 卡洛·安东尼奥·托科                  | 1668年3月15日 – 1701年1月31日                   | 蒙泰米莱托亲王、亚该亚亲王（名义），蒙泰亚佩尔蒂伯爵，格鲁莫、蒙泰法尔乔内、塞拉、马诺卡尔扎蒂、丰塔纳罗萨、诺切莱（Nocelle）、卡拉布里托男爵， 雷夫兰科雷领主                                                                                             | 莱奥纳尔多六世之子                      | [ 76 ]               |
|      | 莱奥纳尔多七世·托科                 | 1698年1月1日 – 1776年3月31日                    | 蒙泰米莱托亲王、亚该亚亲王（名义），阿皮切公爵，蒙泰亚佩尔蒂伯爵，格鲁莫、诺切莱、塞拉、马诺卡尔扎蒂、丰塔纳罗萨男爵， 雷夫兰科雷领主 | 卡洛·安东尼奥之子                       | [ 77 ]               |
|      | 雷斯塔伊诺·迪托科·坎泰尔莫·斯图亚特 | 1730年8月6日6 – 1796年2月21日                   | 蒙泰米莱托亲王、亚该亚亲王（名义），阿皮切公爵[（包括提格廖拉（Tigliola）、廷基亚诺与提波加尔多（Tipogaldo）]，波波利公爵，蒙泰亚佩尔蒂伯爵，格鲁莫、蒙泰法尔乔内、塞拉、马诺卡尔扎蒂、丰塔纳罗萨男爵， 雷夫兰科雷领主，西班牙元勋                         | 莱奥纳尔多七世之子                      | [ 78 ]               |
|      | 卡洛二世·迪托科·坎泰尔莫·斯图亚特   | 1756年3月7日 – 1823年7月19日                    | 蒙泰米莱托亲王、亚该亚亲王（名义），阿皮切公爵，波波利公爵，蒙泰亚佩尔蒂伯爵，格鲁莫、蒙泰法尔乔内、塞拉、丰塔纳罗萨、罗卡瓦莱斯库拉（Roccavallescura）、普拉托拉（Pratola）男爵， 西班牙元勋                                                              | 雷斯塔伊诺之子                          | [ 79 ]               |
|      | 弗朗切斯科·迪托科·坎泰尔莫·斯图亚特 | 1790年11月18日 – 1877年4月16日                  | 蒙泰米莱托亲王、亚该亚亲王（名义），阿皮切公爵，波波利公爵，蒙泰亚佩尔蒂伯爵，西班牙元勋 | 卡洛二世·迪托科·坎泰尔莫·斯图亚特之子   | [ 80 ]               |
|      | 卡洛三世·迪托科·坎泰尔莫·斯图亚特   | 1827年4月4日 – 1884年3月24日                    | 蒙泰米莱托亲王、亚该亚亲王（名义），阿皮切公爵，波波利公爵，蒙泰亚佩尔蒂伯爵，西班牙元勋 | 弗朗切斯科·迪托科·坎泰尔莫·斯图亚特之子 | [ 64 ]               |

## 引用
1. ↑  Miller 1921，第513頁.
2. 1 2 3 4 5  Zečević 2014，第142頁.
3. 1 2 3 4  Miller 1908，第489頁.
4. ↑  Shamà 2013，第74頁.
5. 1 2 3 4 5 6 7 8 9 10 11  Miller 1908，第292頁.
6. 1 2  Zečević 2014，第19頁.
7. 1 2  Zečević 2014，第20頁.
8. ↑  Zečević 2014，第26頁.
9. 1 2  Zečević 2014，第21頁.
10. ↑  Zečević 2014，第21–22頁.
11. ↑  Zečević 2014，第22頁.
12. 1 2  Zečević 2014，第23頁.
13. ↑  Zečević 2014，第24頁.
14. 1 2 3  Zečević 2014，第25頁.
15. 1 2 3 4 5 6 7  Zečević 2014，第33頁.
16. 1 2  Zečević 2014，第34頁.
17. ↑  Zečević 2014，第49頁.
18. ↑  Zečević 2014，第52頁.
19. 1 2  Miller 1908，第325頁.
20. ↑  Zečević 2014，第55頁.
21. ↑  Zečević 2014，第69頁.
22. ↑  Zečević 2014，第62頁.
23. ↑  Zečević 2014，第63頁.
24. ↑  Zečević 2014，第65頁.
25. ↑  Zečević 2014，第77頁.
26. ↑  Zečević 2014，第80頁.
27. ↑  Zečević 2014，第81頁.
28. ↑  Miller 1908，第371頁.
29. ↑  Zečević 2014，第92–95, 129–130頁.
30. ↑  Hendrickx & Sansaridou-Hendrickx 2009，第215–231頁.
31. ↑  Zečević 2014，第92–93頁.
32. ↑  Zečević 2001，第237–248頁.
33. ↑  Zečević 2014，第94–95頁.
34. ↑  Zečević 2014，第82頁.
35. ↑  Zečević 2014，第84頁.
36. 1 2 3  Zečević 2014，第98頁.
37. ↑  Nicol 1992，第7–8頁.
38. ↑  Nicol 1992，第8頁.
39. ↑  Zečević 2014，第111頁.
40. 1 2  Zečević 2014，第123頁.
41. ↑  Zečević 2014，第118頁.
42. 1 2  Zečević 2014，第138頁.
43. ↑  Zečević 2014，第147頁.
44. ↑  Miller 1908，第458, 483頁.
45. 1 2  Zečević 2014，第151頁.
46. ↑  Zečević 2014，第123, 138頁.
47. ↑  Zečević 2014，第152頁.
48. ↑  Zečević 2014，第141頁.
49. 1 2 3 4 5 6 7 8 9  Miller 1908，第488頁.
50. ↑  Nicol 1992，第115頁.
51. ↑  Nicol 1968，第224頁.
52. ↑  Miller 1908，第485頁.
53. ↑  Nicol 1992，第116頁.
54. 1 2 3  Shamà 2013，第52頁.
55. ↑  Nicol 1992，第12頁.
56. 1 2  Shamà 2013，第38頁.
57. 1 2 3  Shamà 2013，第42頁.
58. ↑  Osswald 2018，第839頁.
59. ↑  Shamà 2013，第57頁.
60. ↑  Shamà 2013，第60頁.
61. ↑  Stewart 1941，第113頁.
62. ↑  Shamà 2013，第62頁.
63. ↑  Shamà 2013，第63頁.
64. 1 2  Shamà 2013，第73–74頁.
65. 1 2  Capece Galeota.
66. ↑  Shamà 2013，第1–74頁.
67. ↑  Shamà 2013，第8–9頁.
68. ↑  Shamà 2013，第15–20頁.
69. ↑  Shamà 2013，第20頁.
70. ↑  Shamà 2013，第27–28頁.
71. ↑  Setton 1978，第514頁.
72. ↑  Shamà 2013，第31–34頁.
73. ↑  Shamà 2013，第45–46頁.
74. ↑  Shamà 2013，第48–49頁.
75. ↑  Shamà 2013，第55頁.
76. ↑  Shamà 2013，第57–58頁.
77. ↑  Shamà 2013，第59–61頁.
78. ↑  Shamà 2013，第62–63頁.
79. ↑  Shamà 2013，第63–64頁.
80. ↑  Shamà 2013，第71–72頁.

#### 期刊
- Hendrickx, Benjamin; Sansaridou-Hendrickx, Thekla. . Acta Patristica et Byzantina. 2009, 20 (1): 215–231. ISSN 1022-6486. doi:10.1080/10226486.2009.11879105 （英语）.
- Osswald, Brendan. . Bulletin de Correspondence Hellénique. 2018, 142 (2): 803–844  [2021-08-06]. doi:10.4000/bch.689. （原始内容存档于2020-11-22） （法语）.
- Shamà, Davide. . Notiziario dell'Associazione Nobiliare Regionale Veneta. 2013  [2021-08-06]. ISSN 2039-8689. （原始内容存档于2021-06-27） （意大利语）.
- Stewart, Helen Catherine. . The Scottish Historical Society Miscellany VII. Third Series (Edinburgh). 1941, 35 （英语）.
- Zečević, Nada. . Zbornik radova Vizantoloskog instituta. 2001, (39). ISSN 0584-9888. doi:10.2298/zrvi0239237z （英语）.

#### 专著
- Setton, Kenneth M. . Philadelphia: The American Philosophical Society. 1978. ISBN 0-87169-127-2 （英语）.
- Miller, William. . London: John Murray. 1908. OCLC 563022439 （英语）.
- Miller, William. . Cambridge: Cambridge University Press. 1921. OCLC 457893641 （英语）.
- Nicol, Donald M. . Dumbarton Oaks studies 11. Washington, DC: Dumbarton Oaks Center for Byzantine Studies. 1968  [2021-08-06]. OCLC 390843. （原始内容存档于2013-11-26） （英语）.
- Nicol, Donald M. . Cambridge: Cambridge University Press. 1992. ISBN 978-0511583698 （英语）.
- Zečević, Nada. . Belgrade: Makart. 2014. ISBN 978-8687115118 （英语）.

#### 网络
- . Nobili Napoletani.   [2020-11-05]. （原始内容存档于2021-06-24） （意大利语）.